# Patata di Ribis e Godia
La patata di Ribis e Godia  è una varietà di patata tipica del Friuli Venezia Giulia in particolare del comune di Reana del Rojale e della località Godia nel comune di Udine, è riconosciuto tra i Prodotti Agroalimentari Tradizionali Friulani e Giuliani.

## Caratteristiche
Tuberi grossi e tondovali, buccia bianco-giallo e liscia, pasta bianca; occhi superficiali, basso contenuto di sostanza secca. Per quanto riguarda le qualità culinarie è resistente alla cottura, di colore abbastanza fermo si presta ad ogni tipo di uso e di manipolazione. In cucina è consigliata per gnocchi, purea e minestre.

## Metodiche di lavorazione, conservazione e stagionatura
Le caratteristiche essenziali del terreno, per una buona produzione delle patate, sono un pH leggermente acido e un buon contenuto di ferro. Questi risultano facilmente riscontrabili nel territorio comunale.
La produzione di patate viene effettuata con le tradizionali operazioni colturali: arature, semine manuali o meccaniche, concimazioni, eventuali trattamenti antiparassitari, raccolta manuale o meccanica effettuata verso fine agosto e tutto settembre. I tuberi vengono cerniti, confezionati e venduti immediatamente o conservati in luoghi freschi, presenti nelle aziende come cantine, magazzini o tettoie, per tutto l’inverno. I tuberi sono venduti senza subire nessun lavaggio.

## Storia
La coltivazione della patata a pasta bianca nel comune di Reana del Rojale risale a tre generazioni, e negli anni ha subito qualche variazione; negli anni cinquanta le patate da seme venivano acquistate dalla Carnia, dove venivano coltivate solo varietà a pasta bianca (Bianca carnica, Slava).
Negli anni sessanta, con l’arrivo sul mercato delle varietà certificate, questo seme fu soppiantato da un’altra varietà sempre a pasta bianca: la Kennebec.
In questo comune per valorizzare il prodotto si ritenne di creare una manifestazione per la promozione dei tuberi locali e per far conoscere le caratteristiche della patata a pasta bianca. Nacque così la Mostra Mercato Regionale della Patata. 